# Oleksandr Hrycaj
Oleksandr Anatolijovyč Hrycaj (in ucraino Олександр Анатолійович Грицай?, traslitterazione anglosassone: Oleksandr Anatoliiovych Hrytsay; Černihiv, 30 settembre 1977) è un ex calciatore ucraino, di ruolo centrocampista o ala.

## Carriera

### Club
Oleksandr è stato un giocatore che ha militato nel Dnipro, nel Kryvbas, nel Arsenal Kyïv e nel Zorja.

### Nazionale
Grytsay ha fatto il suo debutto con la nazionale ucraina, il 22 agosto 2007 vincendo 2-1 sull'Uzbekistan. Il 17 ottobre 2007 ha giocato contro le Isole Faroe al posto di Anatoliy Tymoshchuk al minuto 69. Il 21 novembre 2007 ha giocato da titolare contro la Francia.

## Dopo il ritiro
Dal 2015 al 2019 è stato assunto come vice allenatore di Zorja. Nel 2020 è stato nominato assistente di Ruch L'viv e ha lasciato nell'estate 2021. Alcune settimane dopo è stato nominato capo allenatore del VPK-Ahro in Perša Liha. Nel 2022 viene nominato vice allenatore del Dnipro-1 on Prem"jer-liha, la massima serie del campionato ucraino. Ad aprile 2025, viene nominato vice allenatore del Čornomorec'.